# Lotta sulla spiaggia ai I Giochi del Mediterraneo sulla spiaggia
I tornei di lotta sulla spiaggia ai I Giochi del Mediterraneo sulla spiaggia si sono svolti dal 28 al 29 agosto 2015 a Pescara, in Italia.
Sono state attribuite medaglie in 4 categorie di peso maschili (fino a 70 kg., fino a 80 kg., fino a 90 kg. e oltre 90 kg.) e 3 femminili (fino a 60 kg., fino a 70 kg. e oltre 70 kg.).

## Podi

### Uomini
| Evento       | Oro                 | Argento           | Bronzo                              |
| fino a 70 kg | Apostolos Taskoudis | Mehdi Ait Omrane  | Christos Navrozidis                 |
| fino a 80 kg | Bilel Hadri         | Vicenzo Chiara    | Georgios Koulouchidis Osman Hajdari |
| fino a 90 kg | Salvatore Purpura   | Timofei Xendis    | Aly Mustafa                         |
| oltre 90 kg  | Raja Alkrad         | Micheil Tsikovani | Juan Francisco Espino Diepa         |

### Donne
| Evento       | Oro                 | Argento                    | Bronzo                |
| fino a 60 kg | Emilie Dufour       | Rabia Lamalsa              | Amina Benabderrahmane |
| fino a 70 kg | Agora Papavasileiou | Aurora Fajardo Prieto      | Mariana Kolic         |
| oltre 70 kg  | Samar Hamza         | Eirini Pitsiava Aikaterini | Tassadit Amer         |

## Medagliere
| Pos.   | Paese   | Oro | Argento | Bronzo | Tot |
| ------ | ------- | --- | ------- | ------ | --- |
| 1      | Grecia  | 2   | 3       | 2      | 7   |
| 2      | Algeria | 1   | 2       | 2      | 5   |
| 3      | Italia  | 1   | 1       | 0      | 2   |
| 4      | Egitto  | 1   | 0       | 1      | 2   |
| 4      | Francia | 1   | 0       | 1      | 2   |
| 6      | Siria   | 1   | 0       | 0      | 1   |
| 7      | Spagna  | 0   | 1       | 1      | 2   |
| 8      | Albania | 0   | 0       | 1      | 1   |
| Totale | Totale  | 7   | 7       | 8      | 22  |